# Liste der Stolpersteine in Solingen-Ohligs/Merscheid/Aufderhöhe

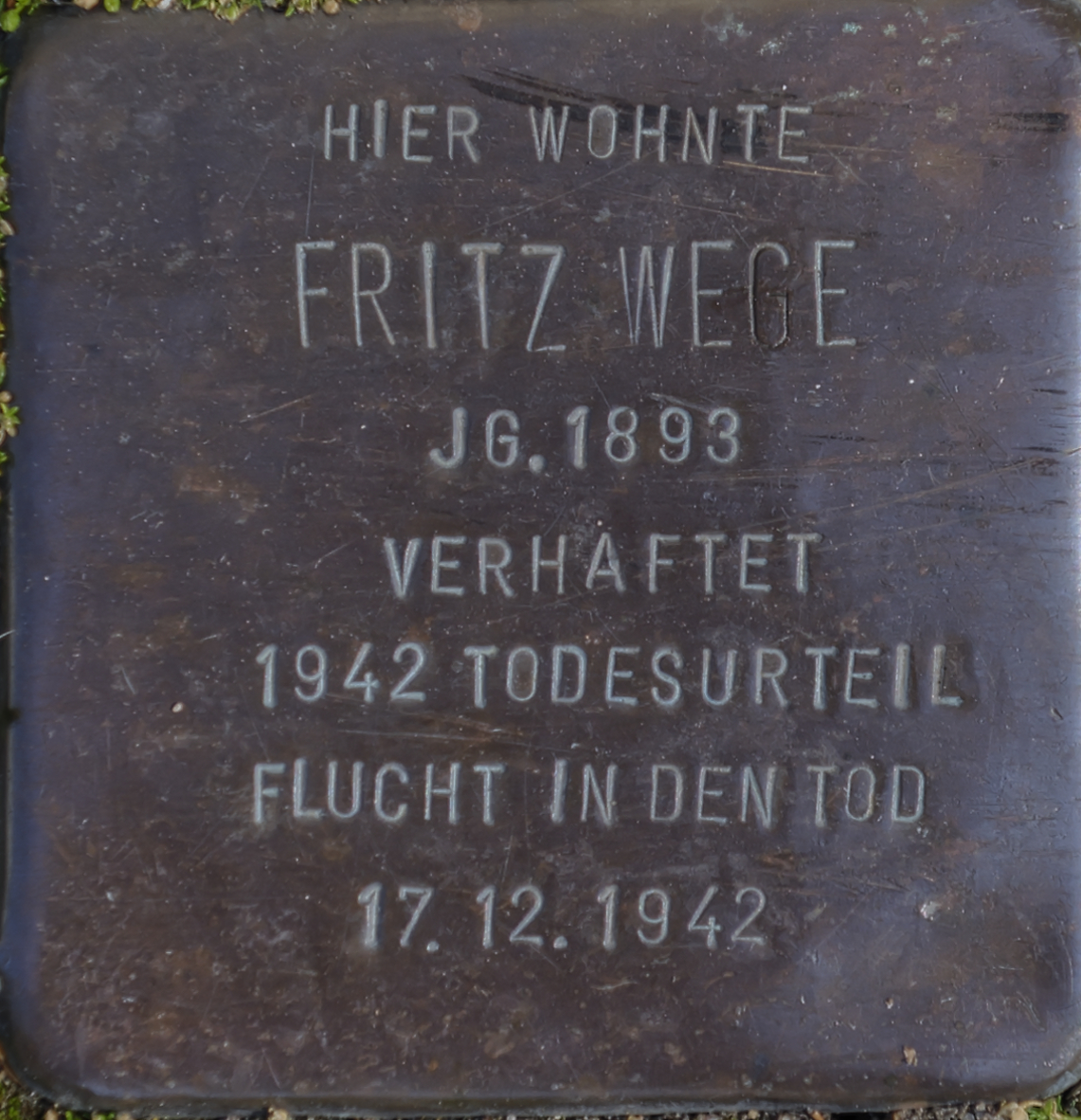
Der erste Stolperstein in Solingen

Die Liste der Stolpersteine in Solingen-Ohligs enthält Stolpersteine, die im Rahmen des gleichnamigen Kunst-Projekts von Gunter Demnig in Solingen-Ohligs verlegt wurden. Mit ihnen soll an Opfer des Nationalsozialismus erinnert werden, die in Solingen-Ohligs lebten und wirkten.
Diese Liste ist Teil der Liste der Stolpersteine in Solingen.

## Liste der Stolpersteine
| Nr. | Person                | Adresse                   | Inschrift | Bild | weitere Informationen |
| --- | --------------------- | ------------------------- | --- | ---- | --- |
| 7   | Paul Steeg            | Düsseldorfer Str. 35 ⊙    | Hier wohnte Paul Steeg Jg. 1874 tot 1938 Opfer des Pogrom |      | Paul Steeg wurde am 6. Mai 1874 in Bochum geboren. Seit 1905 war er in Ohligs ansässig, seit 1909 als Inhaber einer Spielwarenhandlung mit 12 Hilfskräften (1930). Sein Geschäft gab er 1933 auf. Zwischen 1931 und 1937 war er stellvertretender Repräsentant und später stellvertretender Vorsteher der Synagogengemeinde Solingen. Während der Pogromnacht im November 1938 wurde seine Wohnung geplündert und ihm und seiner Frau untersagt, sie wieder zu betreten. Daraufhin floh das Ehepaar nach Köln, wo Paul Steeg am Tag danach, dem 11. November 1938, im Jüdischen Asyl verstarb. |
| 8   | Karl Wallach          | Düsseldorfer Str. 26 ⊙    | Hier wohnte Karl Wallach Jg. 1897 'Schutzhaft' 1938 Dachau Deportiert 1942 Ermordet in Auschwitz                                                                       |      | Karl Wallach wurde am 1. Dezember 1897 in Eilendorf bei Aachen geboren. Vom 17. November bis 17. Dezember 1938 war er im KZ Dachau inhaftiert. 1939 emigrierte er nach Belgien. Am 26. August 1942 wurde er aus Drancy in das KZ Auschwitz deportiert, dort existieren keine Aufzeichnungen über ihn. Am 8. Mai 1945 wurde er für tot erklärt. |
| 9   | Jenny Davids          | Düsseldorfer Str. 40 ⊙    | Hier wohnte Jenny Davids geb. Strauss Jg. 1880 Deportiert 1942 Auschwitz ermordet                                                                                      |      | Jenny Davids geb. Strauss wurde am 23. November 1880 in Aschaffenburg geboren. Sie war wohnhaft in Köln, Berlin und Solingen. Am 29. Januar 1943 wurde sie von Berlin in das KZ Auschwitz gebracht, dort liegen keine weitere Informationen vor. |
| 10  | Abraham Rosenbaum     | Düsseldorfer Str. 46 ⊙    | Hier wohnte Abraham Rosenbaum Jg. 1884 deportiert 1943 Auschwitz ? |      | Abraham Rosenbaum wurde am 14. Oktober 1884 in Rozniatow (ukr. Rozhniativ), Dolina/Galizien geboren. Im Oktober 1938 wurde er nach Polen abgeschoben und emigrierte dann nach Frankreich. Am 20. November 1943 wurde er von Drancy in das KZ Auschwitz gebracht, dort liegen keine weitere Informationen vor. |
| 11  | Lia Rosenbaum         | Düsseldorfer Str. 46 ⊙    | Hier wohnte Lia Rosenbaum Jg. 1922 deportiert 1943 Auschwitz ? |      | Lea Rosenbaum wurde am 22. Juni 1922 in Solingen geboren. Sie emigrierte mit ihrem Vater nach Frankreich. Am 20. November 1943 wurde sie von Drancy in das KZ Auschwitz gebracht, dort liegen keine weitere Informationen vor. |
| 12  | Simon Meyerhoff       | Düsseldorfer Str. 17 ⊙    | Hier wohnte Simon Meyerhoff Jg. 1875 deportiert 1941 Łódź ? |      | Simon Meyerhoff wurde am 29. September 1875 in Körbecke (Möhnesee), Soest, Westfalen geboren und war wohnhaft in Düsseldorf und Solingen. Er wurde am 27. Oktober 1941 von Düsseldorf ins Ghetto Litzmannstadt (Łódź) deportiert, am 7. Mai 1942 in das KZ Chelmno (Kulmhof) wo er am 8. Mai 1942 ermordet wurde. |
| 13  | Henriette Meyerhoff   | Düsseldorfer Str. 17 ⊙    | Hier wohnte Henriette Meyerhoff geb. Breuer Jg. 1879 deportiert 1941 Łódź ?                                                                                            |      | Henriette Meyerhoff wurde am 5. Mai 1879 in Tetz, Jülich geboren und war wohnhaft in Duisburg und Solingen. Sie wurde am 27. Oktober 1941 von Düsseldorf ins Ghetto Litzmannstadt (Łódź) deportiert, am 7. Mai 1942 in das KZ Chelmno (Kulmhof) wo sie am 8. Mai 1942 ermordet wurde. |
| 14  | Julia Julie Coopmann  | Düsseldorfer Str. 76 ⊙    | Hier wohnte Julie Coopmann Jg. 1882 Deportiert 1941 Łódź ermordet 6.6.1942                                                                                             |      | Julia Julie Coopmann wurde am 23. März 1882 in Linnich geboren, zog in den Kriegswirren 1916 zu ihrem Bruder David nach Solingen-Ohligs, um in dessen Herrenbekleidungsgeschäft als Verkäuferin zu arbeiten. Nach dem Tod von David am 12. Oktober 1937 wurde das Geschäft aufgelöst und Julie zog 1938 nach Köln, Neumarkt 25. Am 30. Oktober 1941 wurde sie in das Ghetto Litzmannstadt (Łódź) deportiert und kam dort am 6. Juni 1942 ums Leben. In Köln ist ein weiterer Stolperstein gesetzt worden. |
| 15  | Georg Davids          | Düsseldorfer Str. 40 ⊙    | Hier wohnte Georg Davids Jg. 1878 Deportiert 1942 Auschwitz ermordet                                                                                                   |      | Georg Davids wurde am 11. Oktober 1878 in Hüls bei Krefeld geboren. Am 29. Januar 1943 wurde er von Berlin in das KZ Auschwitz gebracht, dort liegen keine weitere Informationen vor. |
| 16  | Wilhelm Steeg         | Merkurstr. 34a ⊙          | Hier wohnte Wilhelm Steeg Jg. 1885 Gestapohaft hingerichtet 16.2.1944 Wehrkraftzersetzung,                                                                             |      | |
| 17  | Helene Krebs          | Rennpatt 6 ⊙              | Hier wohnte Helene Krebs geb. Berg Jg. 1906 deportiert 1942 Auschwitz ermordet 3.1.1943                                                                                |      | Helene Krebs wurde am 12. September 1906 in Solingen geboren. Am 17. August 1942 wurde sie in das KZ Auschwitz deportiert, wo sie am 3. Januar 1943 ermordet wurde. |
| 86  | Ernst Wittke          | Wilzhaus 12 ⊙             | Hier wohnte Ernst Wittke Jg. 1911 im Widerstand verhaftet 1934 Gefängnis Anrath Strafkompanie Tot 1942 am Don                                                          |      | Ernst Wittke wurde 2 Jahre im Gefängnis Anrath inhaftiert und später deportiert, bevor sich die Spuren am Don verlieren. Er wurde am 31. Dezember 1945 für tot erklärt. |
| 94  | Oskar Strauss         | Kiefernstraße 6 ⊙         | Hier wohnte Oskar Strauss Jg. 1875 Opfer der Pogroms Schutzhaft 1938 Gedemütigt/Entrechtet Flucht in den Tod 13.1.1939                                                 |      | Oskar Strauss wurde am 8. September 1875 in Bochum geboren und war wohnhaft in Solingen. Ab 1938 wurde er an einem unbekannten Ort inhaftiert. Am 13. Januar 1939 wählte er den Freitod. |
| 108 | Harry Mills           | Forststr. 16 ⊙            | Hier wohnte Harry Mills Jg. 1901 "Engländer" verhaftet 15.9.1944 verstorben 18.3.1945 KZ Buchenwald                                                                    |      | Harry Bell Mills wurde am 8. Oktober 1901 in Wilnecote in England geboren. Er wurde am 15. September 1944 als Spion verhaftet und in das KZ Buchenwald deportiert, wo er am 18. März 1945 verstarb. |
| 109 | Hildegard Rubens      | Hildener Str. 12 ⊙        | Hier wohnte Hildegard Rubens Jg. 1915 zwangssterilisiert 1935 eingewiesen 1936 Heilanstalt Galkhausen 'verlegt' 21.5.1941 Hadamar Ermordet 21.5.1941 'Aktion T4'       |      | Hildegard Rubens wurde 1915 geboren und war wohnhaft in Solingen. Sie wurde 1935 zwangssterilisiert und 1936 in die Heilanstalt Galkhausen eingewiesen. Nach der Deportation in die Tötungsanstalt Hadamar wurde sie dort am 21. Mai 1941 ermordet. |
| 110 | Otto Winkels          | Hermann-Löns-Weg 45 ⊙     | Hier wohnte Otto Winkels Jg. 1922 zwangssterilisiert 1938 eingewiesen 1944 Heilanstalt Galkhausen 'verlegt' Heilanstalt Meseritz-Obrawalde ermordet 17.5.1944          |      | Otto Winkels wurde 1922 geboren und war wohnhaft in Solingen. Er wurde 1935 zwangssterilisiert und 1936 in die Heilanstalt Galkhausen eingewiesen. Nach der Deportation in die Tötungsanstalt Obrawalde wurde er dort am 17. Mai 1944 ermordet. |
| 123 | Paul Rux              | Höhscheider Straße 135 ⊙  | Hier wohnte Paul Rux Jg. 1910 Im Widerstand KPD 'Schutzhaft' 1933 Kemna Straflager Börgermoor Zuchthaus Lüttringhausen Entlassen 1934 1942 Strafbataillon 999 Überlebt |      | Paul Rux wurde am 7. November 1910 in Wald (Heute Stadtteil von Solingen) geboren. 1925 trat er dem KJVD bei und war später auch Mitglied der KPD. Seit 1927 war er beim Jung-Frontkämpferbund. Am 10. Mai 1933 wurde er im KZ Kemna inhaftiert. Von Januar bis April 1934 war er zur Zwangsarbeit im KZ Börgermoor und anschließend wegen Vorbereitung zum Hochverrat angeklagt und von Juli bis November in Isolationshaft im Justizvollzugsanstalt Remscheid festgehalten. Er blieb auch nach der Entlassung im Widerstand und wurde 1942 erneut verhaftet und in das Strafdivision 999 überführt. Dadurch war er in Südfrankreich, Ägypten und Griechenland unterwegs. Nach der Kapitulation war er in englischer Kriegsgefangenschaft auf der Insel Rhodos. Er war danach weiter in der KPD und später DKP aktiv. Er starb am 10. November 1997. Er war verheiratet und hatte 2 Kinder. |
|     | Hilde Wallach         | Düsseldorfer Str. 26 ⊙    | |      | Jüdische Kaufleute in Ohligs |
|     | Margot Wallach        | Düsseldorfer Str. 26 ⊙    | |      | Jüdische Kaufleute in Ohligs |
|     | Sybilla Steinberger   | Düsseldorfer Str. 26 ⊙    | |      | Jüdische Kaufleute in Ohligs |
|     | Elisabeth Goldschmidt | Düsseldorfer Str. 26 ⊙    | |      | Jüdische Kaufleute in Ohligs |
|     | Martin Goldschmidt    | Düsseldorfer Str. 26 ⊙    | |      | Jüdische Kaufleute in Ohligs |
|     | Rosalie Zürndorfer    | Düsseldorfer Str. 34–36 ⊙ | |      | Jüdische Kaufleute in Ohligs |
|     | Margot Lichtenstein   | Düsseldorfer Str. 34–36 ⊙ | |      | Jüdische Kaufleute in Ohligs |
|     | Hugo Lichtenstein     | Düsseldorfer Str. 34–36 ⊙ | |      | Jüdische Kaufleute in Ohligs |
|     | Emma Steeg            | Düsseldorfer Str. 35 ⊙    | |      | Jüdische Kaufleute in Ohligs |
|     | Grete Wertheim        | Düsseldorfer Str. 35 ⊙    | |      | Jüdische Kaufleute in Ohligs |
|     | Walter Wertheim       | Düsseldorfer Str. 35 ⊙    | |      | Jüdische Kaufleute in Ohligs |
|     | Fritz Wertheim        | Düsseldorfer Str. 35 ⊙    | |      | Jüdische Kaufleute in Ohligs |
|     | Walter Davids         | Düsseldorfer Str. 40 ⊙    | |      | Jüdische Kaufleute in Ohligs |
|     | Gerda Davids          | Düsseldorfer Str. 40 ⊙    | |      | Jüdische Kaufleute in Ohligs |
|     | Willi Rosenbaum       | Düsseldorfer Str. 40 ⊙    | |      | Jüdische Kaufleute in Ohligs |
|     | Georg Haberer         | Fürker Str. 30 ⊙          | |      | verlegt am 24. Januar 2025 |
|     | Betty Pallas          | Roonstraße 14 ⊙           | |      | verlegt am 24. Januar 2025 |